# Distretto della Sirmia

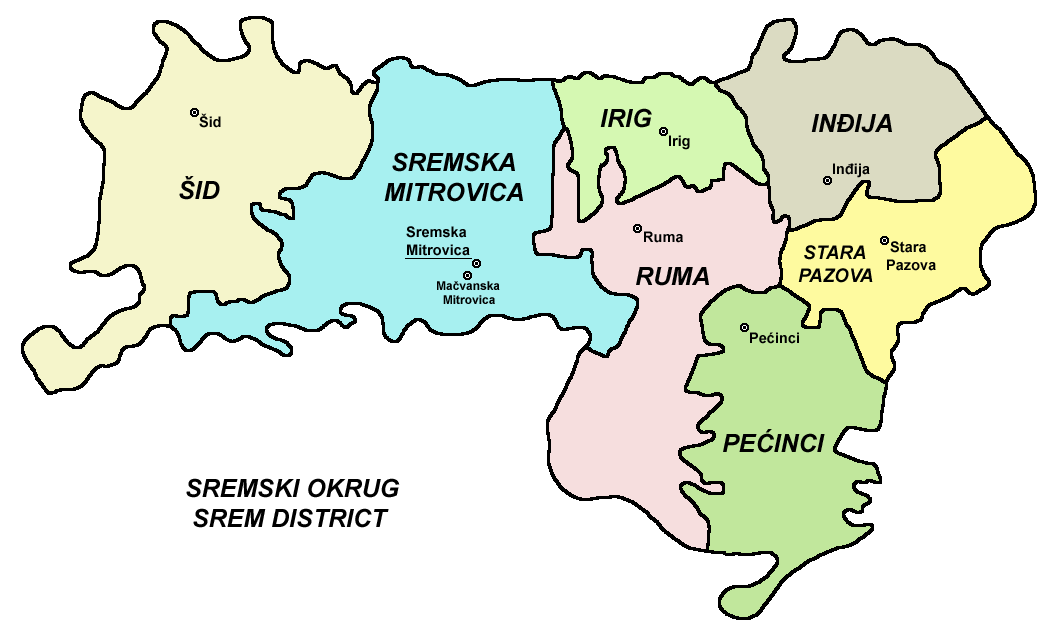

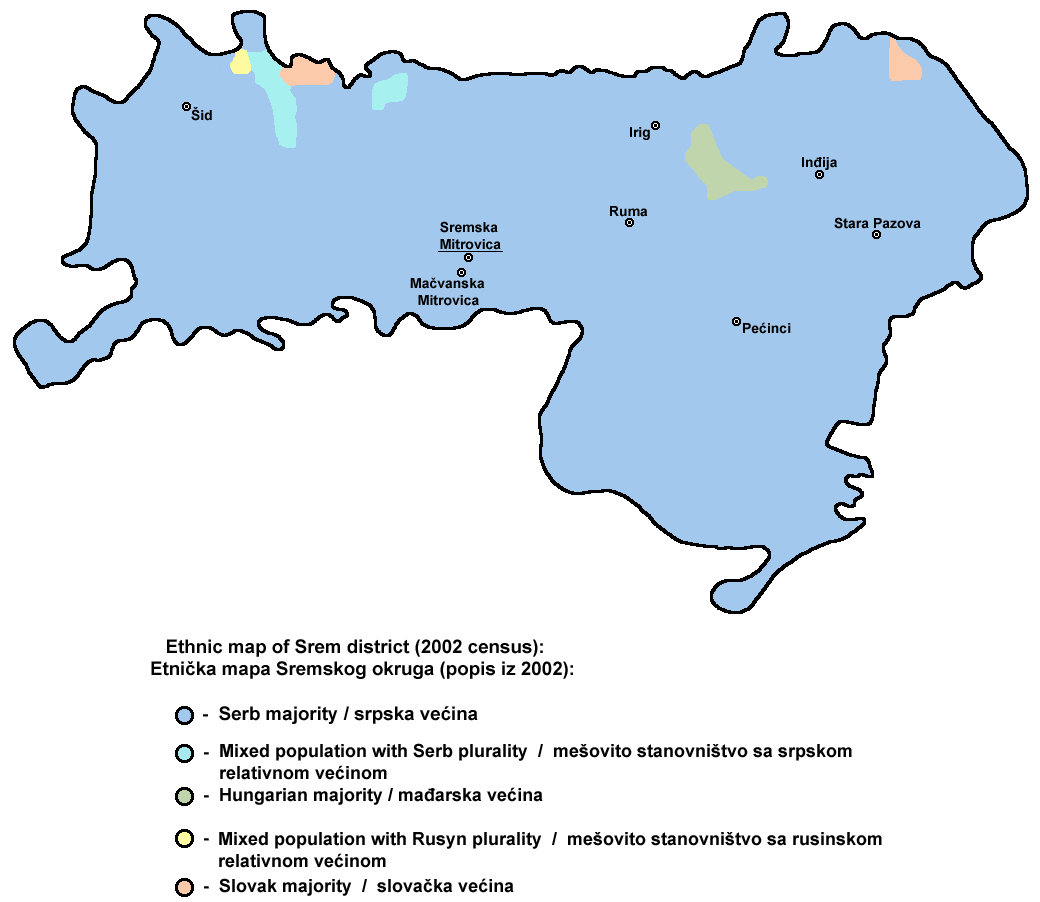

Il distretto della Sirmia, in serbo Sremski okrug (Сремски округ), in ungherese Szerémségi Körzet, in croato Srijemski okrug, in slovacco Sriemski okres, in rumeno Districtul Srem, è un distretto della Voivodina. 
Corrisponde alla parte serba della regione storica della Sirmia.

## Comuni
Il distretto si divide in sette comuni:
- Šid
- Inđija
- Sremska Mitrovica
- Irig
- Ruma
- Stara Pazova
- Pećinci